# Werdauer Oberschülerprozess
Der Werdauer Oberschülerprozess war ein Gerichtsprozess gegen 19 Jugendliche einer Widerstandsgruppe gegen das SED-Regime in der DDR. Sie waren überwiegend Schüler der Alexander-von-Humboldt-Oberschule im sächsischen Werdau. Die Angehörigen der Gruppe wurden 1951 wegen „Boykotthetze gegen demokratische Einrichtungen und Organisationen“ zu insgesamt 130 Jahren Zuchthaus verurteilt. Sie stehen für eine frühe Form von Opposition und Widerstand in der DDR.

## Geschichte
In Werdau hatte sich aus Protest gegen die Volkskammerwahl am 15. Oktober 1950, bei der es keine Möglichkeit gab, zwischen verschiedenen Parteien und Kandidaten zu wählen, eine Widerstandsgruppe gebildet. Die Gruppe war durch Veröffentlichungen der Münchner Widerstandsgruppe Weiße Rose in der Zeit des Nationalsozialismus inspiriert. Wie diese druckten und verteilten die Werdauer Oberschüler Flugblätter, die zum Widerstand gegen die SED-Diktatur aufriefen. Hierfür besorgten sie sich Druckwalzen bei der West-Berliner Kampfgruppe gegen Unmenschlichkeit (KgU). Zudem protestierten sie gegen das Todesurteil für Hermann Joseph Flade, der ebenso wie sie gegen die fingierte Wahl rebelliert hatte. Mit Stinkbomben störten sie Veranstaltungen der SED.
In der Nacht vom 18. zum 19. Mai 1951 kam es zu ersten Verhaftungen durch die Volkspolizei: Während einer Flugblatt-Aktion wurden zwei der Schüler verhaftet. In den folgenden Tagen wurden weitere Oberschüler festgenommen.
Am 3. Oktober 1951 wurden die 19 Schüler vom Landgericht Zwickau zu langen Zuchthausstrafen verurteilt. Sechs der Verurteilten waren noch minderjährig, darunter drei Mädchen. Dem Verfahren durften ausschließlich politisch zuverlässige Personen beiwohnen. Den Eltern und Angehörigen der Schüler wurde der Zutritt in den Verhandlungssaal verwehrt, Presseberichte wurden unterbunden. Eltern, die versuchten zu ihren Kindern zu gelangen, wurden aus dem Gerichtsgebäude geprügelt. Die Namen der Verurteilten waren:
| Name              | Alter zum Zeitpunkt des Urteils | Strafmaß |
| ----------------- | ------------------------------- | -------- |
| Joachim Gäbler    | 18 Jahre                        | 15 Jahre |
| Karlheinz Eckardt | 16 Jahre                        | 14 Jahre |
| Gerhard Schneider | 19 Jahre                        | 13 Jahre |
| Sigrid Roth       | 17 Jahre                        | 12 Jahre |
| Theobald Körner   | 18 Jahre                        | 10 Jahre |
| Heinz Rasch       | 19 Jahre                        | 10 Jahre |
| Achim Beyer       | 19 Jahre                        | 8 Jahre  |
| Günter Fritzsche  | 17 Jahre                        | 7 Jahre  |
| Gerhard Büttner   | 16 Jahre                        | 6 Jahre  |
| Hermann Krauß     | 18 Jahre                        | 6 Jahre  |
| Gottfried Karg    | 19 Jahre                        | 5 Jahre  |
| Siegfried Müller  | 19 Jahre                        | 5 Jahre  |
| Walter Daßler     | 31 Jahre                        | 5 Jahre  |
| Manfred Stets     | 24 Jahre                        | 3 Jahre  |
| Günther Kahler    | 19 Jahre                        | 3 Jahre  |
| Gudrun Pleier     | 18 Jahre                        | 2 Jahre  |
| Edgar Göldner     | 17 Jahre                        | 2 Jahre  |
| Wolfram Schürer   | 18 Jahre                        | 2 Jahre  |
| Anneliese Stets   | 16 Jahre                        | 2½ Jahre |

Als letzter der Verurteilten wurde Achim Beyer im Oktober 1956 entlassen. Fünfzehn der verurteilten Oberschüler verließen die DDR nach ihrer Entlassung. Sie wurden durch ein in der Bundesrepublik Deutschland Anfang der 1950er Jahre verabschiedetes Häftlingshilfegesetz rehabilitiert und als ehemalige politische Häftlinge anerkannt. Gerhard Schneider blieb in Werdau und durfte erst nach der friedlichen Revolution offen über sein Schicksal sprechen.
Joachim Gäbler stellte 1992 stellvertretend für die gesamte Gruppe einen Strafantrag gegen die noch lebenden Akteure des Prozesses. Die Staatsanwaltschaft Dresden erstellte 1996 eine Anklageschrift wegen Rechtsbeugung und Freiheitsberaubung gegen die noch lebenden Richter Fritz Hübsch und Edith Müller. Das Verfahren gegen Hübsch wurde später aufgrund der Verhandlungsunfähigkeit des Angeklagten eingestellt. Edith Müllers Verfahren wurde gegen eine Zahlung von 4000 DM eingestellt.

## Filme
- Martin Kreutzberg, Christian Klemke: Der Oberschülerprozess – Werdau/Sachsen 1951. 2001, 59 Minuten[1]